# Nadia et les Hippopotames
Pour plus de détails, voir Fiche technique et Distribution.
Nadia et les Hippopotames  est un film français réalisé par Dominique Cabrera, sorti en 1999.

## Fiche technique
- Titre : Nadia et les Hippopotames
- Réalisation : Dominique Cabrera
- Scénario : Dominique Cabrera et Philippe Corcuff
- Production : Gilles Sandoz
- Musique : Béatrice Thiriet
- Pays de production :  France
- Format : couleurs
- Genre : drame
- Durée : 102 minutes
- Date de sortie : 1999

## Distribution
- Ariane Ascaride : Nadia
- Marilyne Canto : Claire
- Thierry Frémont : Serge
- Philippe Fretun : Jean-Paul
- Najd Hamou-Medja : Christopher
- Olivier Gourmet :  Andre